# Walram z Jülichu
Walram z Jülichu (1240/1245 – 20. srpna 1297) byl hrabě z Jülichu. Narodil se jako druhorozený syn hraběte Viléma a Richardis, dcery geldernského hraběte Gerarda.
Titul hraběte zdědil roku 1278, když byl jeho otec společně s bratrem zavražděn v Cáchách. Roku 1288 se zúčastnil bitvy u Worringenu. Osudnou se mu stala v létě 1297 bitva u Furnes. Jeho nástupcem se stal mladší bratr Gerhard.